# Citroën C6
Citroën C6 — повнорозмірний автомобіль E-класу, що випускався підрозділом Citroën концерну PSA Group з 2005 по 2012 рік. Всього виготовлено 23'384 автомобілів.

## Перше покоління (2005—2012)

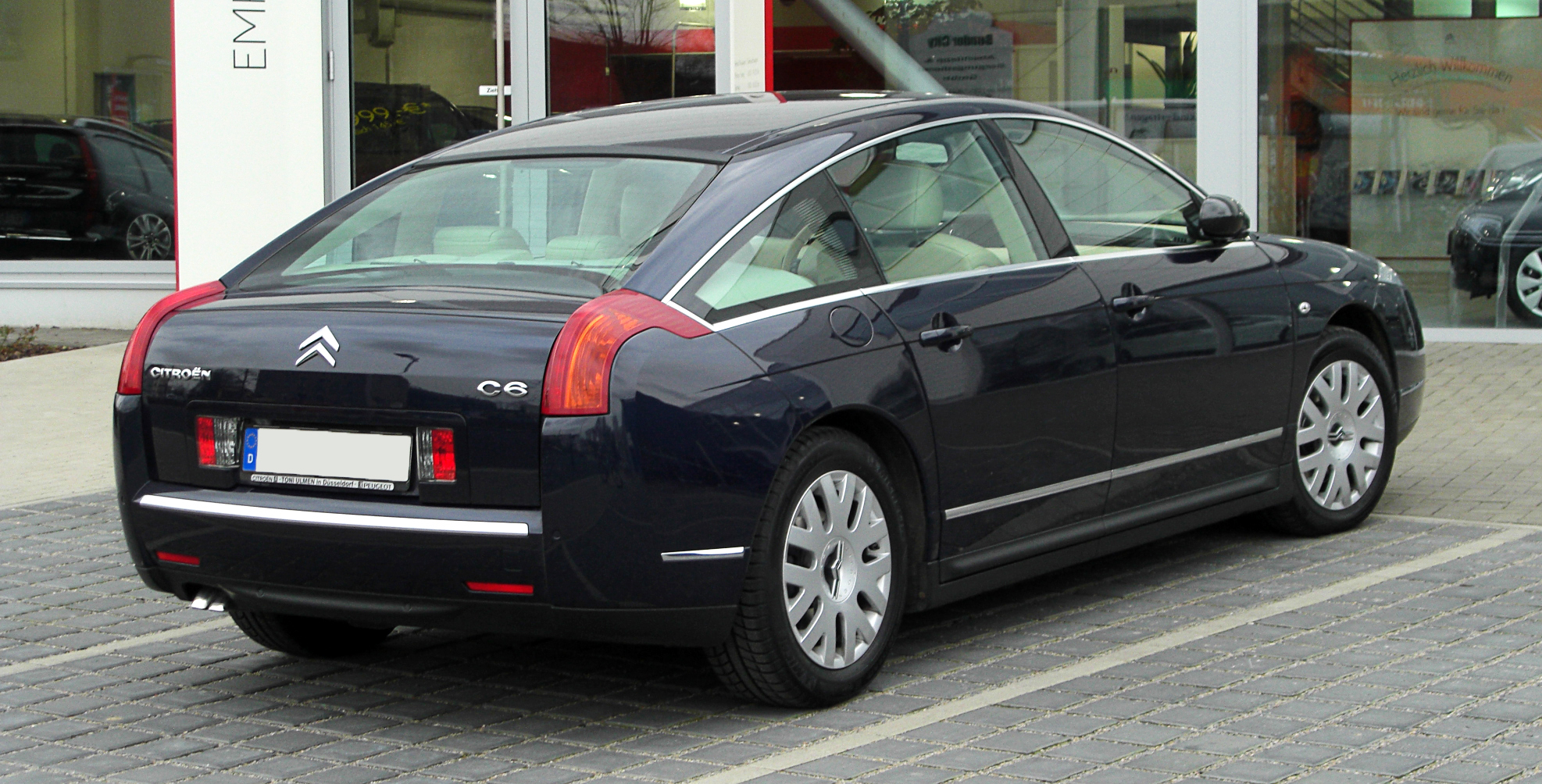
Citroën C6

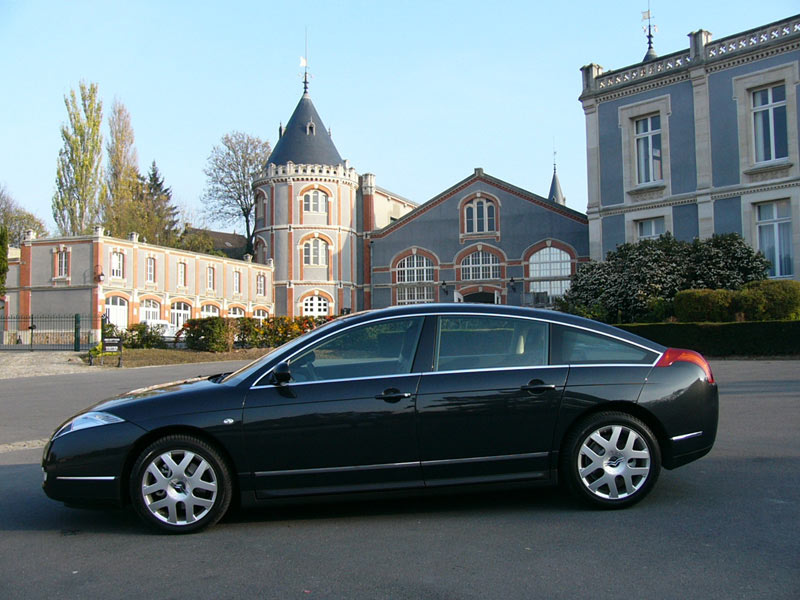
Citroën C6

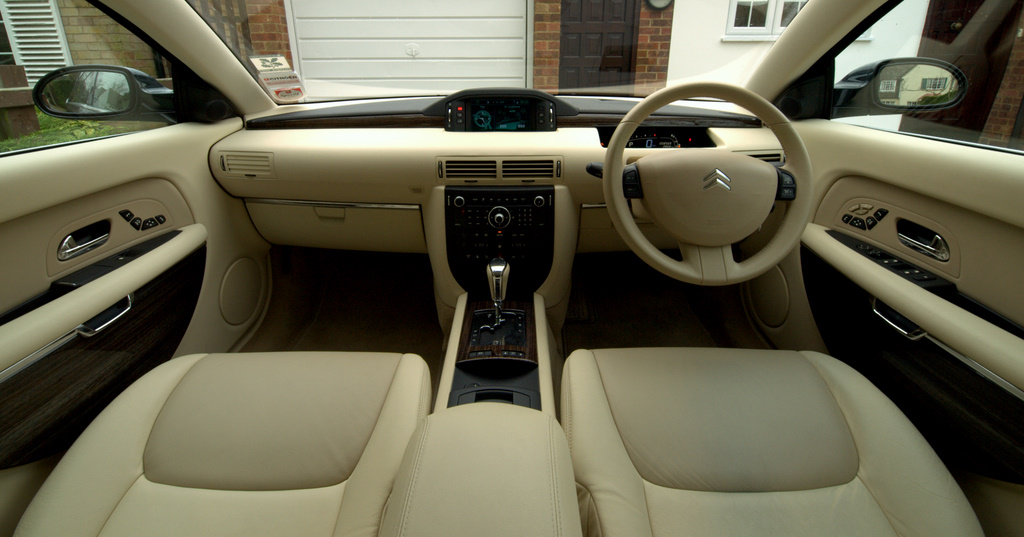
Citroën C6

Компанія Citroën в березні 1999 року представила на автосалоні в Женеві концепт-кар Citroën C6 Lignage. Нова модель покликана була змінити у своєму класі Citroën XM, випуск якого припинявся в 2000 році. Разом з тим, серійне виробництво Citroën C6 почалося лише через майже 6 років після того як останній XM зійшов з конвеєра.
Citroën C6 позиціонується як альтернатива автомобілям BMW 5-серії і Mercedes-Benz E-класу. Не дивлячись на зовнішню схожість з хетчбеком, кузов автомобіля за формою являє собою фастбек. Машина оснащена класичним багажником і унікальним для сучасних авто увігнутим заднім склом, на зразок тих, що встановлювалися в Citroën CX і деяких моделях Dodge 60-х років.
Технології автомобіля включають в себе дисплей на лобовому склі, новітні системи оповіщення, ксенонові фари спрямованої дії, що повертаються слідом за поворотом керма (також доступні на Citroën C4 і Citroën C5), регульовану підвіску Hydractive 3 з електронним управлінням кліренсу, а також задній спойлер, який автоматично регулює швидкість і гальмування.

## Двигуни
| Модель                     | Об'єм      | Циліндри   | Потужність         | Крутний момент         | Роки виробництва |
| Бензиновий                 | Бензиновий | Бензиновий | Бензиновий         | Бензиновий             | Бензиновий       |
| -------------------------- | ---------- | ---------- | ------------------ | ---------------------- | ---------------- |
| 3.0 V6                     | 2946 см³   | V6         | 155 кВт (211 к.с.) | 290 Нм при 3750 об/хв  | 09/2005–02/2009  |
| Дизельні                   |            |            |                    |                        |                  |
| 2.2 HDi 170 Biturbo FAP    | 2179 см³   | R4         | 125 кВт (170 к.с.) | 370 Нм при 1500 об/хв* | 12/2006–06/2010  |
| 2.7 V6 HDi 205 Biturbo FAP | 2720 см³   | V6         | 150 кВт (204 к.с.) | 440 Нм при 1900 об/хв  | 09/2005–02/2009  |
| 3.0 V6 HDi 240 Biturbo FAP | 2992 см³   | V6         | 177 кВт (240 к.с.) | 450 Нм при 1600 об/хв  | 07/2009–12/2012  |

* з АКПП 400 Нм при 1750 об/хв

## Друге покоління (2016—2023)

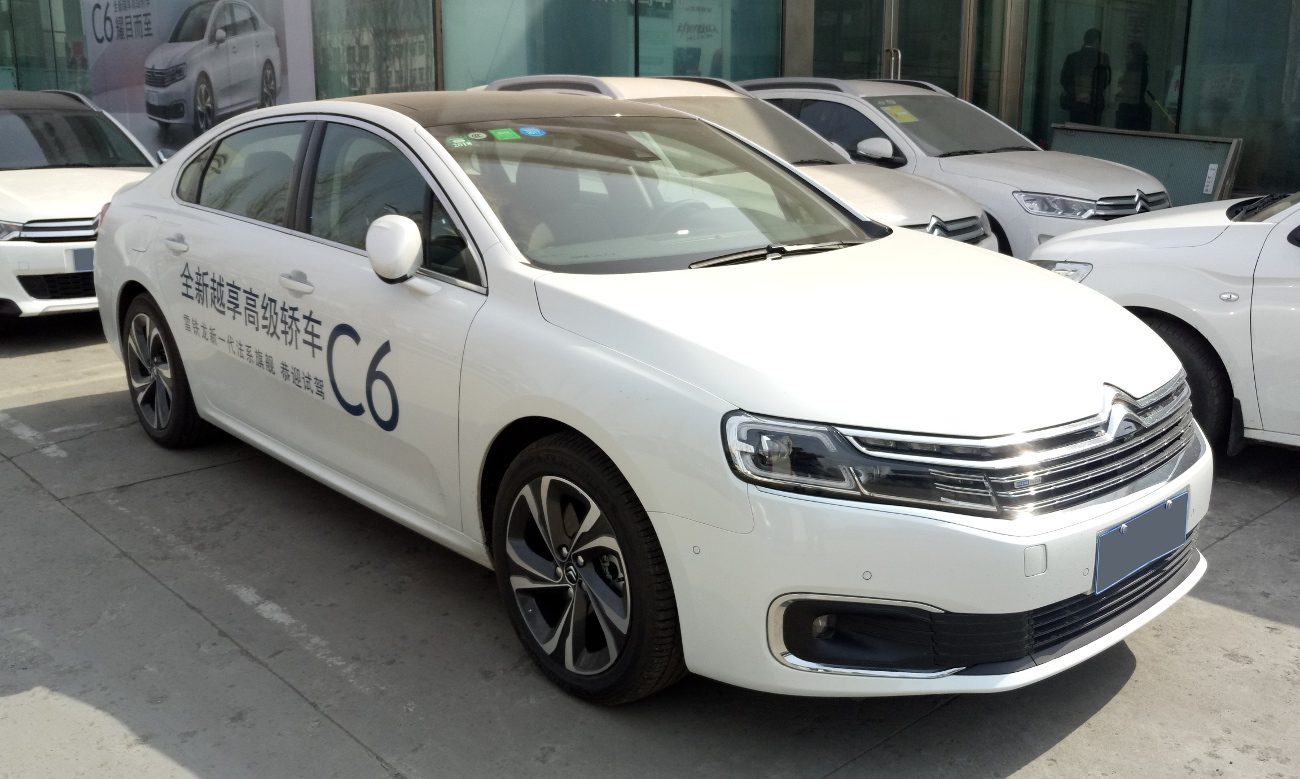
Citroën C6 II

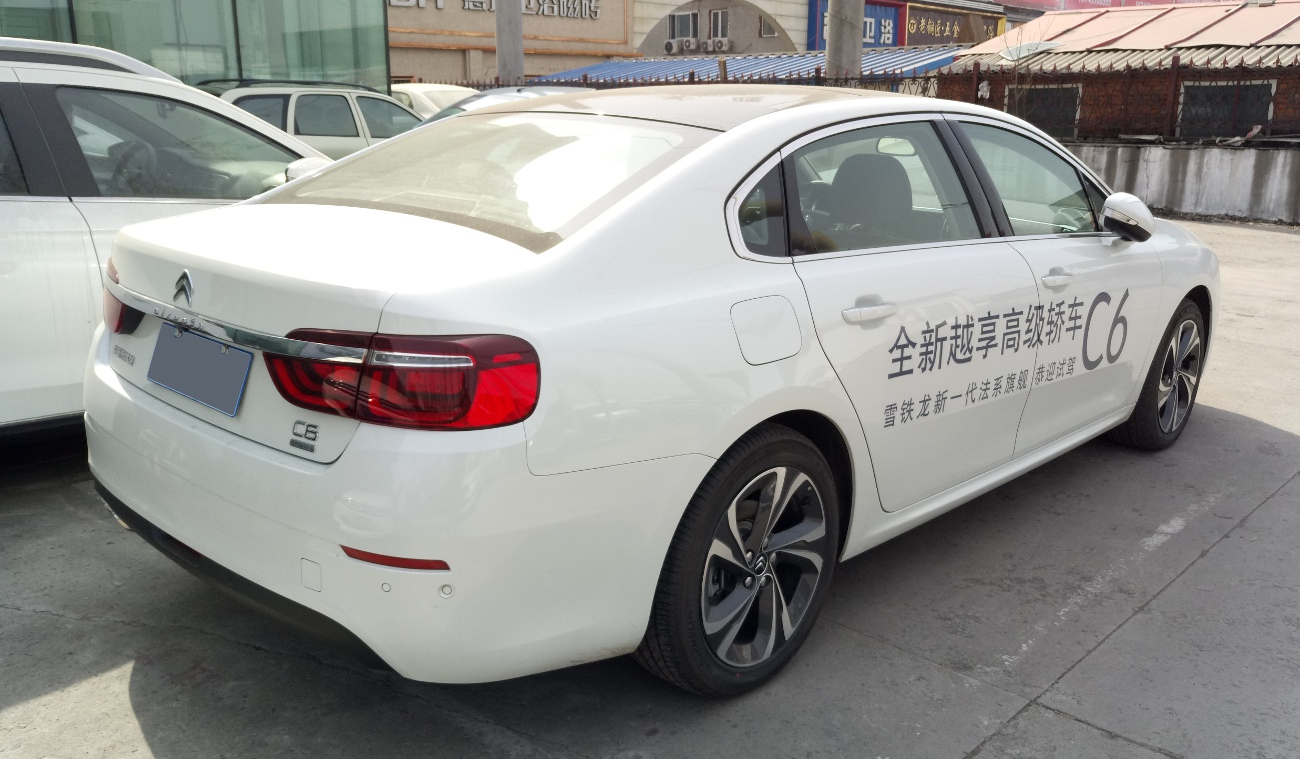

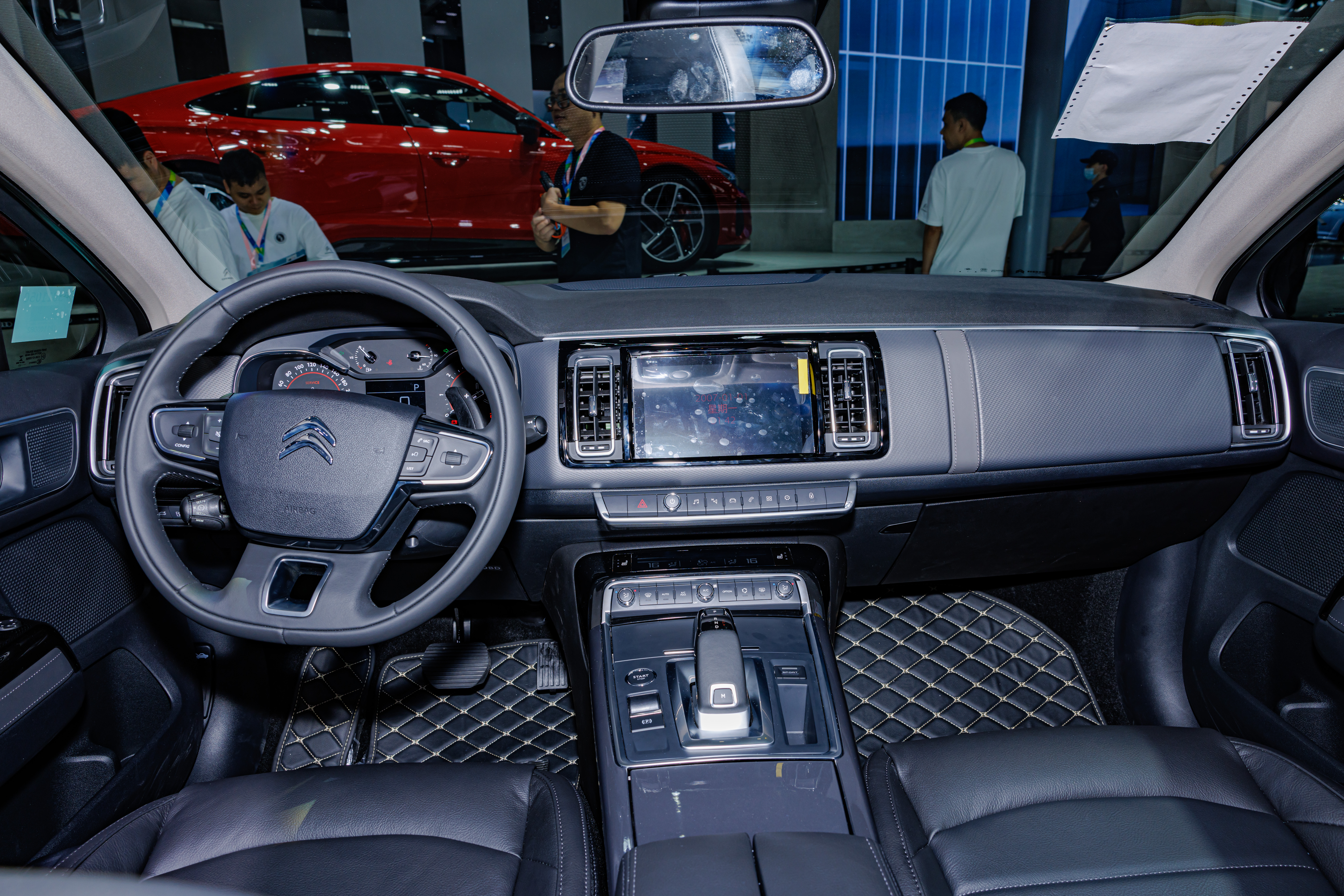

Публічна прем'єра 2-го покоління Сітроен С6 відбулася в Китаї, в рамках Beijing Motor Show 2016 року. Відроджену модель C6 французи розробили спеціально для Китаю. Будучи побудованою на модульній платформі EMP2, новинка являє собою перелицьований варіант флагманського седана Dongfeng Fengshen A9. Виробництво нового флагмана Сітроен налагоджено на заводі Dongfeng Peugeot Citroen Automobile в китайському місті Ухань. Конкуренти: Volkswagen Phideon, AUDI A6L. 
На відміну від екстравагантного попереднього покоління флагманського седана Citroen, нинішня модель успадкувала у китайського близнюка куди більш спокійний екстер'єр. Зовнішні габаритні розміри кузова нового Citroen C6 2016 року становлять 5003 мм в довжину, 1860 мм в ширину, 1470 мм у висоту, з 2900 мм колісної бази. Можливо, кузов новинки виглядає досить прісно, але фантастично стильні повністю світлодіодні фари головного світла, великі 18-дюймові колеса і модні світлодіодні габаритні ліхтарі з оригінальною графікою надають автомобілю елегантний вигляд.

### Двигуни
- 1.6 L Prince turbo I4
- 1.8 L EC8 turbo I4